# 多米諾骨牌效應

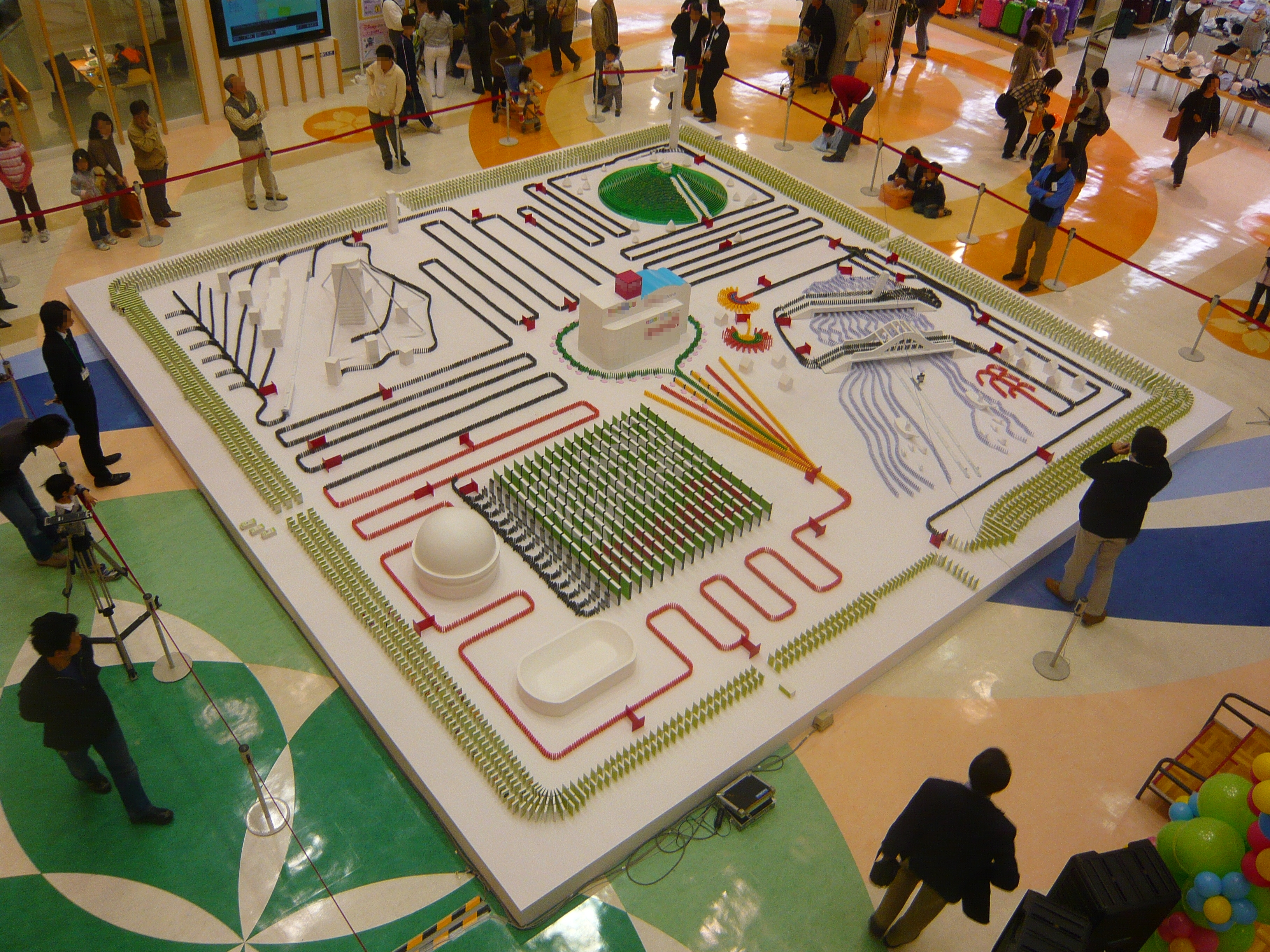
多米诺效应

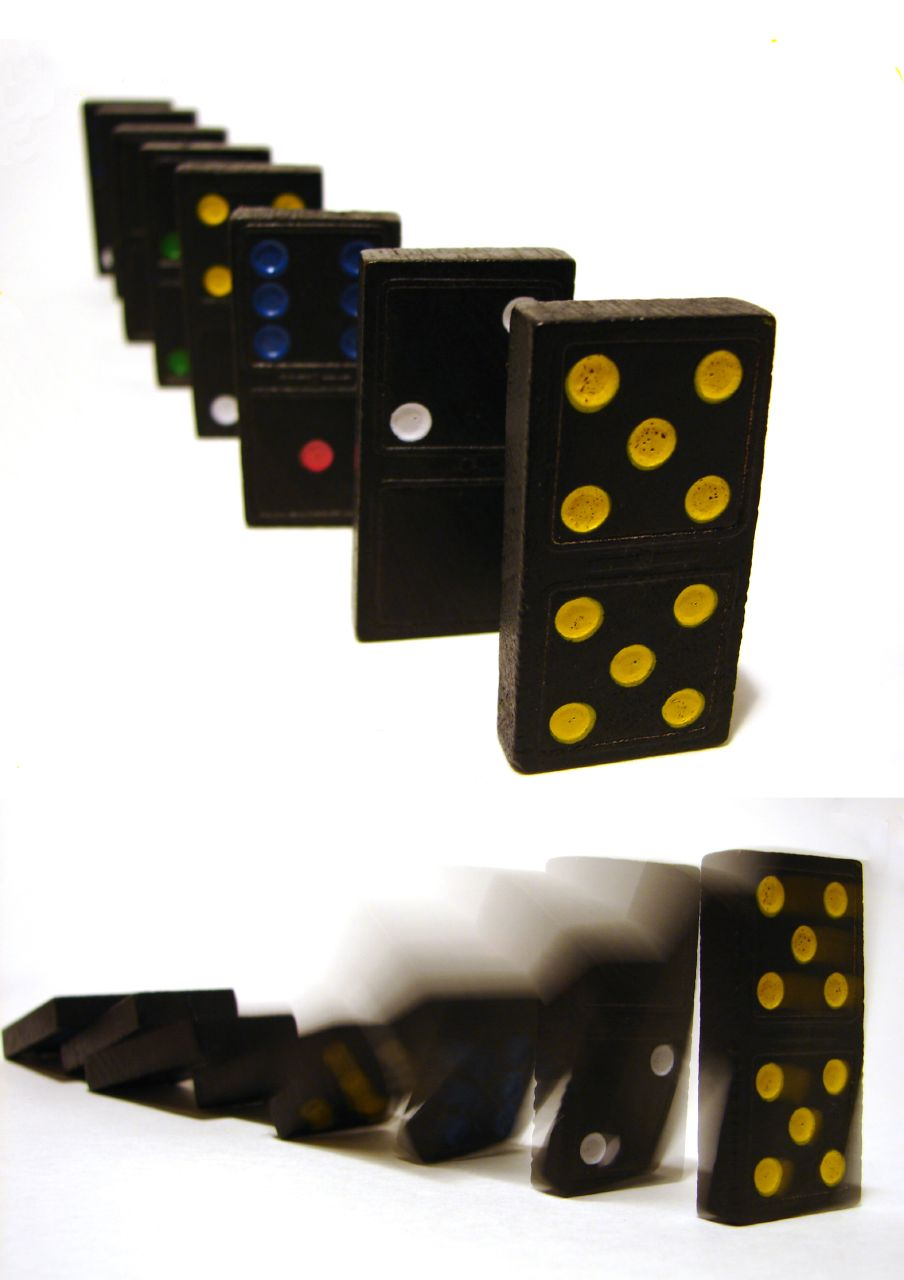
（上）立着的多米诺骨牌。 （底部）正在倒下的多米诺骨牌。

多米诺骨牌效应（英语：Domino effect），也称多米诺效应或骨牌效应，指一件事的发生会引发一连串连锁反应，因按一定间距排列的多米诺骨牌相继倒下得名。通常是指连续发生的一系列事件，其中连续事件发生的时间间隔相对较小。 
除了字面意思，它也常用来比喻系统内的因果关系，如全球金融或政治。该词常用于暗示事件一定发生或发生的可能性极高，因为多米诺骨牌已经开始倒下；或者事件不可能发生或发生的可能性极低，如一个多米诺骨牌没有倒下。 

## 演示效果
将多米诺骨牌相隔一小段距离直立放置成一列，推动第一张多米诺骨牌，撞击下一个多米诺骨牌，之后每个多米诺骨牌的倒下都由它前面的多米诺骨牌引起。这种效应与骨牌的数量无关，因为连锁反应中消耗的能量是多米诺骨牌的势能；当第一张多米诺骨牌倒下时，倒下转化的能量大于使下一张多米诺骨牌倒下所需的能量，依此类推。 
多米诺骨牌效应常在鲁布·戈德堡机械中应用。 